# پرونوس آمریکایی
پرونوس آمریکایی (نام علمی: Prunus americana) نام یک گونه از سرده پرونوس است.